# Aéroport de Beica
L'aéroport de Beica (code IATA : BEI • code OACI : HABE) est situé dans la ville de Beica en Éthiopie. Doté d'une seule piste goudronnée, cet aéroport était notamment desservi par les compagnies Ethiopian Airlines et Air Arabia. Il est abandonné depuis la fin des années 2000.[réf. souhaitée]